# El arte de la guerra de Sun Bin
El arte de la guerra de Sun Bin (en chino simplificado, 孙膑兵法; en chino tradicional, 孫臏兵法; pinyin, sūn bìn bīngfǎ) es un tratado militar escrito por el estratega militar chino Sun Bin o Sun «el mutilado», descendiente del también estratega militar chino Sun Tzu.

## Historia
Anteriormente, los sinólogos chinos consideraban que El arte de la guerra de Sun Wu, era la misma que había escrito el estratega militar chino Sun Bin, pues, las Memorias históricas de Sima Qian decían que Sun Bin había escrito un "Arte de la guerra", aunque no se tenía vestigio alguno de dicho tratado militar. Empero, la confusión radicaba en saber si Sun Bin era realmente Sun Wu, también conocido como Sun Zi, de esta manera existiría un solo libro que habría recibido, por confusión, los nombres por separado de "El arte de la guerra de Sun Wu" y "El arte de la guerra de Sun Bin".
Sin embargo, esta confusión llegó a su final en 1972 cuando se descubrió en una antigua tumba en la Montaña del Gorrión de Plata (银雀山/Yínquèshān), en Linyi, en la provincia de Shandong (山东/Shāndōng) una versión casi completa de "El arte de la guerra de Sun Bin", así como un "Arte de la guerra de Sun Zi". Es así como se confirmó que Sun Bin, efectivamente escribió su propio "Arte de la guerra".
Se considera que el "El arte de la guerra de Sun Wu" fue redactado en el último tercio del siglo IV a. C., y el "Arte de la guerra de Sun Bin" se redactó un siglo después.